# Jelenská hora
Jelenská hora är ett berg i Tjeckien.   Det ligger i regionen Södra Böhmen, i den sydvästra delen av landet, 150 km söder om huvudstaden Prag. Toppen på Jelenská hora är 1 068 meter över havet, eller 144 meter över den omgivande terrängen. Bredden vid basen är 4,4 km.
Terrängen runt Jelenská hora är huvudsakligen lite kuperad.Runt Jelenská hora är det ganska glesbefolkat, med 45 invånare per kvadratkilometer. Närmaste större samhälle är Volary, 8,8 km norr om Jelenská hora. I omgivningarna runt Jelenská hora växer i huvudsak blandskog.